# Amalia Ramírez
Amalia Ramírez del Campo (Lupión, Jaén, 23 de maig de 1834 - Madrid, 25 de febrer de 1918) fou una cantant espanyola, amb veu de soprano, una de les més eminents cantants de sarsuela del segle XIX.
Brillà com a cantant i com a actriu en la notable companyia de sarsuela de l'antic Teatro del Circo de Madrid, on havia debutat a principis de 1853 amb la sarsuela d'Arrieta i Camprodon El dominó azul. Al llarg de la seva carrera cantà al costat d'artistes de tant renom com Francisco Salas, Tirso de Obregón, Vicente Caltañazor, Antonio Pini-Corsi, Gottardo Aldighieri o Julián Gayarre.
Estrenà Marina, al 1855, i cantà El valle de Andorra, Catalina, Mis dos mujeres, La hija del regimiento o Llamada y tropa, entre altres obres. Va actuar als escenaris més anomenats, des del Teatro Real o el Teatro Príncipe de Madrid, fins al de l'Òpera de París; el San Carlo de Nàpols, La Scala de Milà, la Royal Opera House de Londres, el Teatro Comunale de Bolonya i el Teatre Tacón, de l'Havana.
La seva població natal, Lupión, va decidir al 2010 que l'Edifici d'Usos Múltiples portés el nom d'Amàlia Ramírez.

## Referències

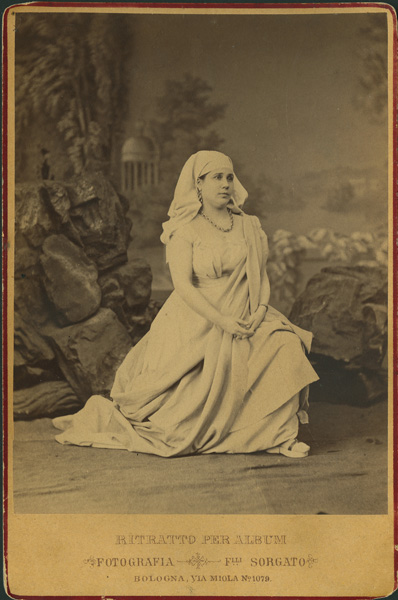
Ramírez en el Moises de Rossini